# Blacus kaszabi
Blacus kaszabi är en stekelart som beskrevs av Haeselbarth 1973. Blacus kaszabi ingår i släktet Blacus och familjen bracksteklar. Inga underarter finns listade.